# Challes-les-Eaux
 Challes-les-Eaux  es una población y comuna francesa, en la región de Auvernia-Ródano-Alpes, departamento de Saboya, en el distrito de Chambéry y cantón de La Ravoire.

## Demografía
| 1448 | 2031 | 2308 | 2580 | 2801 | 3931 |
| Para los censos de 1962 a 1999 la población legal corresponde a la población sin duplicidades (Fuente: INSEE [Consultar]) |      |      |      |      |      |